# 單餅
荷葉餅又稱單餅、烤鴨餅皮屬於一種烙烤或乾煎的餅。常用來包入烤鴨、蔥、甜麵醬一起食用。台灣最普遍的烤鴨吃法就是以荷葉餅捲鴨肉。使用中筋麵粉來製作麵糰，將一麵糰沾食用油與麵粉後疊在另一麵團上擀成薄圓餅皮後用乾鍋煎烙，不加食用油，才能有乾烙的口感和香氣，烙熟後再分開即可。
刈包外皮有時也稱作荷葉餅。